# Mecodema puiakium
Mecodema puiakium es una especie de escarabajo del género Mecodema, familia Carabidae. Fue descrita científicamente por Johns & Ewers en 2007.
Esta especie se encuentra en Nueva Zelanda.